# Kim Mestdagh
Kim Mestdagh (Ieper, 12 maart 1990) is een Belgisch basketbalspeelster die sinds november 2020 uitkomt voor het Italiaanse Famila Schio. Ze won er twee landstitels en drie Italiaanse bekers. In 2019 werd ze Amerikaans WNBA-kampioen met de Washington Mystics.
Kim is de dochter van Philip Mestdagh, basketbalcoach, en de oudere zus van Hanne Mestdagh, ook een professionele basketbalspeelster.

## Carrière
Haar vrouw Giorgia Sottana speelt ook bij Famila Schio sinds het begin van het seizoen 2020/21. In dat seizoen werden ze tweede in de Italiaanse competitie na Venetië. Zowel in 2021 als in 2022 wonnen ze de Italiaanse beker.
In 2023 en 2024 lastte Mestdagh een pauze in wegens zwangerschap. In februari 2024 beviel ze van een dochter. In januari 2025 begon Mestdagh terug met basketten bij de Italiaanse tweedeklasser Rovigo en in juli keerde ze terug bij Schio.
Van 2011 tot 2021 kwam Mestdagh uit voor het Belgisch nationaal basketbalteam. Samen met de Belgian Cats won ze brons op het EK 2017 in Tsjechië en op het EK 2021 in Frankrijk en Spanje. Andere opvallende resultaten waren de vierde plaats op het WK 2018 in Spanje en de kwartfinale op de Olympische Zomerspelen 2020 in Japan.  

## Clubs
- 2008-2012:  Colorado State University
- 2012-2013:  CD Zamarat
- 2013-2014:  Walloon 3 Team
- 2014-2015:  Royal Castors Braine
- 2015-2017:  Flammes Carolo Basket Ardennes (Charleville-Mézières)
- 2017:  Yakın Doğu Üniversitesi
- 2017-2018:  Perfumerias Avenida Salamanca
- 2018-2019:  Çukurova Basketbol
- 2019-2020:  Flammes Carolo Basket Ardennes (Charleville-Mézières)
- 2020-heden:  Famila Schio

 Amerika
- 2019: Washington Mystics

## Palmares
Royal Castors Braine
- 2014, 2015: Kampioen van België
- 2014, 2015: Beker van België
- 2015: Belgisch speelster van het jaar

 Perfumerias Avenida Salamanca
- 2018: Kampioen van Spanje

 Washington Mystics
- 2019: Eastern Conference Champions
- 2019: WNBA Champions

 Famila Schio
- 2021, 2022: Beker van Italië
- 2021, 2022: Supercup van Italië
- 2022, 2023: Kampioen van Italië[3]

 Belgian Cats
- 2017, 2021:  Europees kampioenschap